# رمزی (دهانه)
رمزی یک دهانه برخوردی در ماه‌ است.

## دهانه‌های اقماری
این دهانه ۱ دهانه اقماری دارد.
| Ramsay | عرض جغرافیایی | طول جغرافیایی | قطر          |
| ------ | ------------- | ------------- | ------------ |
| U      | ۴۰.۰° S       | ۱۴۲.۴° E      | ۲۳.۰ کیلومتر |